# (5155) Denisyuk
(5155) Denisyuk es un asteroide perteneciente a la familia de Higía en el cinturón de asteroides, descubierto el 18 de abril de 1972 por Tamara Mijáilovna Smirnova desde el Observatorio Astrofísico de Crimea (República de Crimea).

## Designación y nombre
Designado provisionalmente como 1972 HR. Fue nombrado Denisyuk en honor al académico soviético-ruso Yuri Denisiuk, jefe de laboratorio en el Instituto Físico-Técnico Ioffe en San Petersburgo y miembro de la Real Sociedad Fotográfica, conocido mundialmente por sus descubrimientos en el campo de la holografía.

## Características orbitales
Denisyuk está situado a una distancia media del Sol de 3,120 ua, pudiendo alejarse hasta 3,540 ua y acercarse hasta 2,701 ua. Su excentricidad es 0,134 y la inclinación orbital 6,120 grados. Emplea 2013,82 días en completar una órbita alrededor del Sol.
Los próximos acercamientos a la órbita de Júpiter se producirán el 1 de marzo de 2086, el 28 de marzo de 2096 y el 10 de mayo de 2106.

## Características físicas
La magnitud absoluta de Denisyuk es 12,4. Tiene 15 km de diámetro y su albedo se estima en 0,121.